# Andrónico Rodríguez
Andrónico Rodríguez Ledezma, né le 11 novembre 1988 à Cochabamba en Bolivie, est un politologue, dirigeant syndical cocalero et homme politique bolivien. Depuis le 3 novembre 2020, il est président de la Chambre des sénateurs de la Bolivie. En 2018, il est élu vice-président des six fédérations cocaleras du tropique de Cochabamba, avant d'en devenir le président à la suite de la démission d'Evo Morales en 2019.

## Biographie
Andrónico Rodríguez est né le 11 novembre 1988 dans la ville de San Isidro, dans la municipalité de Sacaba, située dans la province du Chapare, dans le département de Cochabamba. Il est le fils de Carlos Rodríguez Cuellar, cocalero et dirigeant du syndicat de Tropique de Cochabamba, et de Sinforosa Ledezma Camacho, secrétaire des procès-verbaux du syndicat Manco Kapac.
En raison du travail de son père, la famille d'Andrónico déménage pour vivre dans la municipalité d'Entre Ríos, dans la province de José Carrasco, en 1996, alors qu'Andrónico n'avait que huit ans. C'est là qu'il commence ses études, devenant en 2006 bachelier à l'Unidad Educativa José Carrasco.
Enfant, Andrónico Rodríguez participait activement aux activités politiques de son père, assistant aux réunions et aux débats syndicaux. Entre 2005 et 2006, il effectue un service pré-militaire obligatoire en tant que membre de la 33e armée d'infanterie du colonel Ladislao Cabrera.
Il décide ensuite de poursuivre ses études professionnelles, en étudiant les sciences politiques à l'Universidad Mayor de San Simón (UMSS) de Cochabamba, et y obtient son diplôme de sciences politiques en 2011, à l'âge de 23 ans.
Pendant ses études, il rejoint les conseils universitaires des six fédérations cocaleras, dont il devient le président en 2012. En 2017, il devient secrétaire aux sports des six fédérations puis en septembre 2018, il est élu vice-président aux côtés d'Evo Morales qui en demeure président.
En plus de consacrer son temps libre à la production de feuilles de coca, il aide sa famille dans le Chapare avec des cultures alternatives comme la culture d'ananas et de riz et la pisciculture.

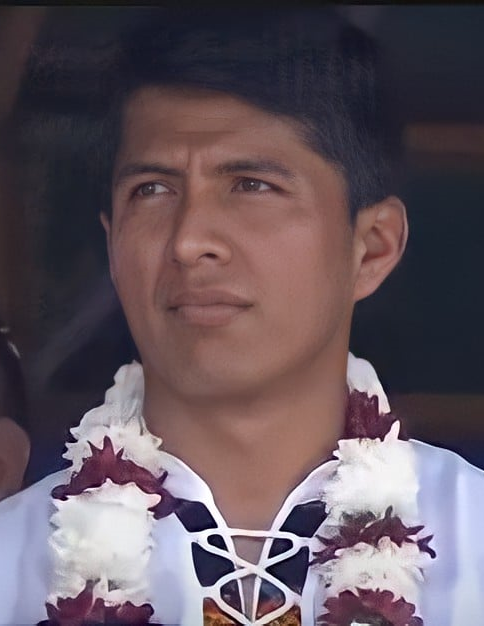
Andrónico Rodríguez en 2019.

Lors des élections générales d'octobre 2019, Andrónico Rodríguez est candidat au poste de sénateur de Cochabamba pour le Mouvement vers le socialisme (MAS). Son charisme et sa présence fréquente aux côtés de Morales l'ont amené à être considéré par beaucoup comme un successeur possible du président. Rodríguez est souvent apparu lors d'événements publics aux côtés du président et a même accueilli l'inauguration de la campagne présidentielle de Morales à Chimoré le 18 mai 2019.
À la suite de la démission d'Evo Morales de la présidence bolivienne le 10 novembre 2019, Andrónico Rodríguez appelle à des mobilisations exigeant qu'il serve jusqu'au bout de son mandat le 22 janvier 2020.

### Élections générales de 2020
Début décembre 2019, le nom d'Andrónico Rodríguez, qui a succédé à Evo Morales en tant que président des six fédérations, est évoqué comme possible candidat à la présidence du MAS, avec d'autres figures du parti,. Deux assemblées départementales du MAS, l'une à Cochabamba et l'autre à La Paz, proposent ce même mois l'ancien ministre des Affaires étrangères David Choquehuanca et Andrónico Rodríguez comme candidats possibles aux élections présidentielles pour la mandature de 2020-2025. Andrónico Rodríguez fête ses 30 ans le lendemain de la démission de Morales, l'âge minimum requis pour pouvoir se présenter à la présidence.
Le 15 décembre, les jeunes du MAS des Tropiques soutiennent la candidature de Rodríguez. Toujours en décembre, diverses organisations sociales, dont les six fédérations, les directions départementales, ainsi que des autorités nationales et municipales, participent à une réunion à Cliza où « le soutien à la candidature du binôme Andrónico [..., a été] déterminé à l'unanimité. » Bien que Morales lui-même ait identifié Rodríguez comme le dirigeant de sa propre base sociale, l'ex-président a finalement décidé qu'il était « trop jeune pour être candidat à la présidence ».
Le 22 décembre 2019, bien qu'Andrónico n'ait pas été définitivement désigné comme candidat à la présidence par le MAS, lui et l'ancien président Carlos Mesa sont en tête des sondages avec respectivement 23 % et 21 %. Le 7 janvier 2020, Evo Morales dénonce les menaces dont fait l'objet Andrónico Rodríguez.
Le 18 janvier 2021, Rodríguez est officiellement annoncé comme pré-candidat à la vice-présidence, sur un ticket avec David Choquehuanca, mais c'est finalement l'ancien ministre de l'Économie Luis Arce qui est désigné comme candidat présidentiel du MAS le 19 janvier, avec Choquehuanca comme colistier. Le 22 janvier, lors d'une réunion publique du MAS de la zone sud de Cochabamba, Andrónico Rodríguez appelle tous les secteurs de la société à s'unir et à se rendre aux urnes le 3 mai pour « récupérer la démocratie » en Bolivie.

### Président du Sénat
Après avoir été élu sénateur du département de Cochabamba lors des élections générales de 2020, il est élu président du Sénat le 3 novembre 2020 par la direction de la Chambre des sénateurs, succédant ainsi à Eva Copa. En tant que président du Sénat, il appelle à l'unité des Boliviens et déclare : « Nous devons entrer dans un processus de réconciliation ».
À la suite de la controverse au sein du MAS concernant le choix des candidats aux élections infranationales de 2021, Rodríguez suggère que dans les futurs processus électoraux, le parti devrait envisager d'organiser des élections primaires plutôt que de permettre à la direction du parti de désigner directement les candidats. « Je pense que nous avons besoin d'autres modalités ou méthodes d'élection, il est forcément important de promouvoir les primaires au sein du MAS en raison de la quantité de militants qu'il y a actuellement. ». Le 13 avril 2021, à la suite de la défaite du MAS dans les quatre scrutins de second tour des élections infranationales qui ont amené le parti à son plus faible contrôle régional depuis 2006, Rodríguez réitère son appel à l'organisation de primaires lors des futures élections.
Durant son mandat, il suscite des polémiques pour s'être incliné devant le roi d'Espagne Felipe VI, et pour avoir qualifié la loi contre les violence faites aux femmes, réclamée depuis des années par les associations féministes, d'« anti-hommes ».

### Élections générales de 2025
Considéré comme l'héritier d'Evo Morales, Andrónico Rodríguez est en tête de plusieurs sondages au cas où celui-ci ne se présente pas aux élections générales boliviennes de 2025. Malgré son inéligibilité pour un nouveau mandat, Evo Morales refuse cependant d'être remplacé par Andrónico Rodríguez. Celui-ci, bien que soutenant Evo Morales face à Luis Arce sans s'opposer à celui-ci lors de la crise direction au sein du MAS, était pressenti pour être le colistier d'Arce à la présidentielle,.
Par cette décision, il prend ses distances avec les deux camps du MAS, alors que jusqu'à présent, il avait refusé de se présenter au nom du MAS par respect à la fédération des producteurs de coca, qui soutient Evo Morales.
Sa candidature, déposée sous la bannière du Mouvement Troisième système, est cependant temporairement invalidée. En effet, María Maciel Terrazas Merino, cofondatrice du parti avec son ex-mari Félix Patzi, a contesté son expulsion, ce qui remet en doute la validité du congrès et des décisions qui y ont été prises, comme le choix des candidats. Sa candidature est finalement validée le 6 juin.